# Грандвју Плаза (Канзас)
Грандвју Плаза (енгл. Grandview Plaza) град је у америчкој савезној држави Канзас.

## Демографија
По попису из 2010. године број становника је 1.560, што је 376 (31,8%) становника више него 2000. године.
| Група             | 2000.       | 2010.         |
| Белци             | 902 (76,2%) | 1.042 (66,8%) |
| Афроамериканци    | 107 (9,0%)  | 178 (11,4%)   |
| Азијати           | 41 (3,5%)   | 29 (1,9%)     |
| Хиспаноамериканци | 72 (6,1%)   | 179 (11,5%)   |
| Укупно            | 1.184       | 1.560         |